# Muhammad Asad Malik
Muhammad Asad Malik (* 30. Oktober 1941; † 27. Juli 2020 bei Sharaqpur Sharif) war ein pakistanischer Hockeyspieler. Er gewann drei olympische Medaillen (einmal Gold, zweimal Silber) und drei Medaillen bei Asienspielen (zweimal Gold, einmal Silber).

## Sportliche Karriere
Malik nahm 1962 bei den Asienspielen in Jakarta erstmals mit der pakistanischen Nationalmannschaft an einem großen Turnier teil und gewann auf Anhieb die Goldmedaille. Zwei Jahre später erreichte er mit der pakistanischen Mannschaft das Endspiel bei den Olympischen Spielen 1964 in Tokio, dort unterlagen die Pakistaner im Finale der indischen Mannschaft mit 1:0.
Auch bei den Asienspielen 1966 in Bangkok unterlagen die Pakistaner den Indern im Finale. Bei den Olympischen Spielen 1968 in Mexiko-Stadt trafen die Pakistaner im Finale auf die Australier, die im Halbfinale gegen die Inder gewonnen hatten. Im Finale gewannen die Pakistaner mit 2:1, wobei Malik in der 56. Minute das entscheidende Tor erzielte.
1970 fanden die Asienspiele erneut in Bangkok statt, die Pakistaner gewannen die Goldmedaille. Auch in seinem sechsten großen Turnier bei den Olympischen Spielen 1972 in München erreichte Malik mit der pakistanischen Mannschaft das Finale, dort unterlagen die Titelverteidiger der deutschen Mannschaft. Da sich die Pakistaner benachteiligt fühlten und dies bei der Siegerehrung sehr deutlich zum Ausdruck brachten und auch die Dopingprobe verweigerten, wurden sie zunächst disqualifiziert. Nach erfolgreichem Protest wurden alle Spieler bis auf drei begnadigt, Malik allerdings wurde lebenslänglich gesperrt. Die Sperre gegen ihn wurde erst nach dem Ende seiner aktiven Laufbahn aufgehoben.
Muhammad Asad Malik starb im Alter von 78 Jahren bei einem Verkehrsunfall nahe der Stadt Sharaqpur Sharif im pakistanischen Bundesstaat Punjab.